# Lucky Air
Lucky Air (chinesisch 祥鹏航空公司) ist eine chinesische Regionalfluggesellschaft mit Sitz in Kunming und Basis auf dem Kunming Wujiaba International Airport.

## Geschichte
Die Fluggesellschaft wurde als Shilin Airlines im Juli 2004 gegründet. Kurz nach der Gründung investierte die HNA Group und deren Tochtergesellschaften in die Fluggesellschaft und nannten sie noch vor Aufnahme des Flugbetriebs am 26. Februar 2006 in Lucky Air um. Lucky Air gilt als Tochtergesellschaft der HNA Group, da diese den Mehrheitsanteil an Lucky Air besitzt.
Lucky Air ist Mitglied in der U-FLY Alliance.

## Flugziele
Neben Zielen innerhalb Chinas fliegt Lucky Air auch Ziele in Malaysia, Südkorea, Thailand und Vietnam an.

## Flotte

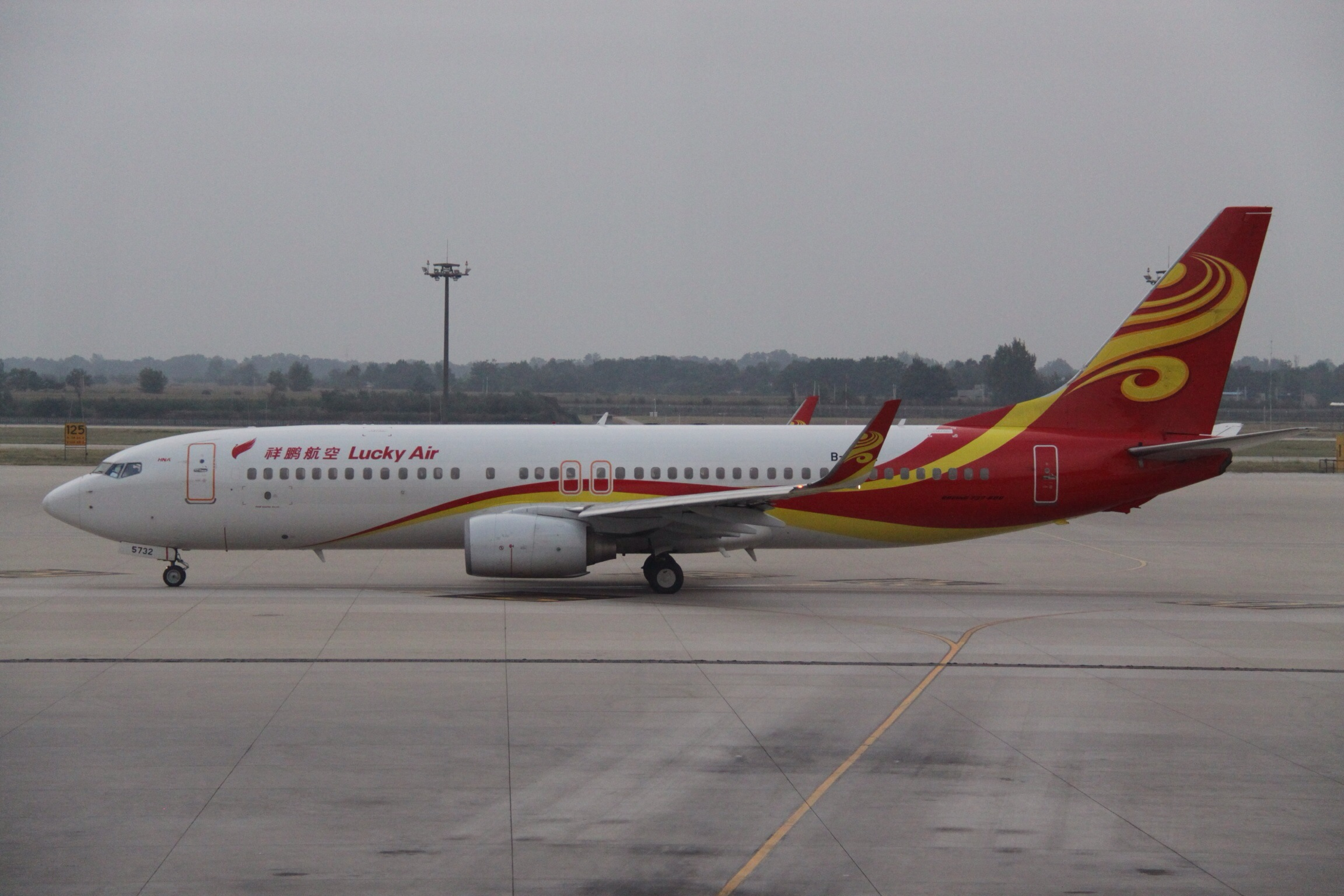
Boeing 737-800 der Lucky Air

### Aktuelle Flotte
Mit Stand November 2024 besteht die Flotte der Lucky Air aus 50 Flugzeugen mit einem Durchschnittsalter von 8,9 Jahren:
| Flugzeugtyp      | Anzahl | bestellt | Anmerkungen | Sitzplätze  | Durchschnittsalter |
| ---------------- | ------ | -------- | ----------- | ----------- | ------------------ |
| Airbus A320-200  | 07     |          |             | 174 180 186 | 10,6 Jahre         |
| Airbus A320neo   | 06     |          |             | 186         | 5,9 Jahre          |
| Airbus A330-300  | 04     |          |             | 303         | 6,8 Jahre          |
| Boeing 737-700   | 09     |          |             | 128 138 145 | 10,5 Jahre         |
| Boeing 737-800   | 20     |          |             | 189         | 9,7 Jahre          |
| Boeing 737 Max 8 | 04     |          |             | 189         | 5,8 Jahre          |
| Gesamt           | 50     | –        |             |             | 8,9 Jahre          |

### Ehemalige Flugzeugtypen
In der Vergangenheit setzte Lucky Air bereits folgenden Flugzeugtypen ein:
- Airbus A319-100